# アンテナ (音楽グループ)
アンテナ (Antena) は、イザベル・アンテナ（Isabelle Antena）を中心としたフランスの音楽グループ。
代表曲に「イパネマの娘」を「ザ・ボーイ・フロム・イパネマ」へと改題したカバーや、「シー・サイド・ウィークエンド」などがある。1981年に3人組ユニットとしてデビュー。その後は事実上、イザベルのソロ・プロジェクトとして活動しており、日本ではイザベル・アンテナ名義のアルバムもほとんどアンテナ名義で発売している。アンテナは日本の民放FMでも、さかんにオンエアされた。
2006年には、日本の福富幸宏がプロデュースしたアルバム『フレンチ・リビエラ』を発表した。

## ディスコグラフィ

### スタジオ・アルバム
- 『カミノ・デル・ソル』 - Camino del Sol (1982年、Les Disques Du Crepuscule)
- 『プレイ・バック』 - En Cavale (1986年、Les Disques Du Crepuscule)
- 『愛にエスポワール』 - Hoping for Love (1987年、Les Disques Du Crepuscule)
- 『レテ・ソワール』 - Tous Mes Caprices (1988年、Les Disques Du Crepuscule) ※『On a Warm Summer Night』のタイトルもある
- 『巴里の憂鬱』 - De l'amour et des Hommes (1988年、Les Disques Du Crepuscule) ※カバー・ミニ・アルバム
- 『エスプリNO.5〜左岸にて』 - Jouez le Cinq (1989年、Les Disques Du Crepuscule)
- Intemporelle (1990年、Les Disques Du Crepuscule) ※『Jouez Le Cinq』の再発。一部収録曲に変更あり
- 『ラスト・ロマンティック』 - Les Derniers Guerriers Romantiques (1991年、Les Disques Du Crepuscule)
- 『とまどいの瞬間 (モメント)』 - Carpe Diem (1992年、Delabel/Victor)
- 『アンテナシッド・ジャズ』 - Plus Acid Que Jazz - More Acid Than Jazz (1992年、Victor)
- 『美しき星たちへ』 - A La Belle Etoile (1995年、Harlem Moon)
- 『メディテレニアン・ソングス』 - Mediterranean Songs (1997年)
- De L'Amour Et Des Hommes – Volume 2 (1999年)
- 『テイク・ミー・トゥ・パラダイス』 - Take Me To Paradise (2001年、Les Disques Du Crepuscule)
- 『イージー・ダズ・イット』 - Easy Does It (2005年、LTM Recordings)
- Issy Ioes It (2005年、LTM Recordings) ※上記アルバムのヴァイナル盤
- 『フレンチ・リビエラ』 - French Riviera (2006年) ※日本盤もイザベル・アンテナ名義
- 『トゥジュール・ドゥ・ソレイユ』 - Toujours du soleil (2006年、LTM Recordings)
- Bossa Super Nova (2010年、LTM Recordings)

### コンピレーション・アルバム
- Fire (1989年、Les Disques Du Crepuscule)
- 『ラ・メール・ドゥ・レテ』 - La Mer De L'été (1993年、Les Disques Du Crepuscule)
- 『アンテナ・ベスト〜南への誘い』 - Encore Plus Au Sud (1995年、Les Disques Du Crepuscule)
- L'Alphabet Du Plaisir (Best Of 1981-2001) (2001年、Les Disques Du Crepuscule)
- L'Alphabet Du Plaisir – Best Of (1982–2005) (2005年、LTM Recordings)